# Tina Nijkamp
Tina Nijkamp (Zuidloo (Bathmen), 25 juni 1972) is een Nederlandse mediapersoonlijkheid. Nijkamp is de eerste vrouwelijke programmadirecteur van een Nederlandse tv-zender. Ze werd in 2008 verkozen tot Omroepvrouw van het Jaar. 

## Biografie
Nijkamp is geboren als boerendochter in Zuidloo, Bathmen. Ze volgde de middelbare school, De Waerdenborch, in Holten. Na haar vwo-diploma studeerde ze Communicatiewetenschap aan de Universiteit van Amsterdam. Tijdens haar studie was ze lid van de studentenvereniging Unitas Amsterdam en was daar van 1992-1993 vice-praeses van het Sociëteitsbestuur. Ook werkte ze bij de Amsterdamse omroep Salto en presenteerde daar De Culturele Agenda. Nijkamp was bij Salto een collega van Joris Luyendijk. 
Ze begon na haar afstuderen haar carrière in 1994 bij John de Mol Producties. Ze begon als stagiaire bij De 5 Uur Show en werkte vervolgens als verslaggever, itemregisseur en eindredacteur bij verschillende programma's.Van 2000 tot 2002 woonde ze in Australië en werkte daar onder andere als Associate Producer bij de Australische versie van Wie is de Mol (The Mole series 3). Ook maakte ze een documentaire over Mary Donaldson, de vrouw die later met Prins Frederik van Denemarken trouwde. In 2002 ging ze in dienst bij SBS6 waar ze onder andere Shownieuws en De 25 opzette. Nijkamp was programmadirecteur bij SBS6 van 2005 tot 2010 en daarna tot juni 2011 directeur televisie. 
In 2008 werd ze uitgeroepen tot Omroepvrouw van het Jaar voor haar werk als programmadirecteur voor SBS6. Ze verliet SBS door familieomstandigheden. In 2012 werd ze Creative Director bij Eyeworks International en na een sabbatjaar startte ze in 2014 haar eigen bedrijf TJMB Media op.
Nijkamp was meerdere keren te gast in het programma De Wereld Draait Door. In het winterseizoen 2018/2019 deed ze vier afleveringen mee aan de quiz De slimste mens. Ze was de beste vrouwelijke speler van dat seizoen.  
In januari 2022 trad ze toe tot 3Rivers als Media Consultant en werd bekend dat ze Rechten aan de Universiteit van Amsterdam studeert. Tina Nijkamp analyseert ook dagelijks kijkcijfers op Instagram. 

### Persoonlijk
Ze is getrouwd en heeft 2 kinderen. 